# Волнения в Тибете (1987—1989)
Волнения в Тибете 1987—1989 гг. состояли из ряда протестов сепаратистов, проходившими в период с сентября 1987 по март 1989 года в тибетских районах, в Народной Республике Китай: Сычуань, Тибетском автономном районе и Цинхай, а также в тибетских префектурах в провинции Юньнань и Ганьсу. Самые крупные демонстрации начались 5 марта 1989 года в столице Тибета Лхасе, когда группа монахов, монахинь и мирян вышли на улицы в память о 30-летии тибетского восстания в 1959 году. Полиция и сотрудники службы безопасности пытались подавить протесты, но в ходе эскалации напряжённости собралось ещё больше протестующих. После трёх дней насилия 8 марта 1989 года было объявлено военное положение, иностранные журналисты и туристы были вынуждены покинуть Тибет 10 марта. Появились сообщения о случаях смерти и использовании военной силы. Число погибших неизвестно. Отдельные выступления продолжались до 1993 года.

## Хронология

### 1987
- 27 сентября  — Демонстрация в Лхасе была подавлена в первый же день китайскими властями. Эта ночь была названа чёрной ночью[3].
- 1 октября  — В Лхасе произошли массовые беспорядки, погибли шесть человек, в том числе монах из монастыря Сера, два тибетца получили ранения. По официальным сообщениям 19 полицейских получили ранения в ходе конфликта[4]. Демонстранты забросали камнями полицию и подожгли полицейский участок. После того как один бунтовщик попытался выхватить оружие у полицейских, полиция открыла огонь по толпе перед Храмом Джоканг[5].

### 1988
- 5 марта — Восстание состоялось на праздновании Великой молитвы (монлам). Во время беспорядков по данным китайских источников погибли три человека, по данным тибетской оппозиции — тридцать человек[источник не указан 2905 дней].
- Июнь  — Далай-лама, Тензин Гьяцо, смягчил свои требования к китайскому правительству[6]. В своей речи в Европейском парламенте 15 июня 1988 года Далай-лама предложил разрешить проблему Тибета «совместно с Китайской Народной Республикой».
- 10 декабря — Продолжение беспорядков в Лхасе. По официальным данным погиб один человек, по неофициальным данным — двенадцать[источник не указан 2905 дней].

### 1989
- 19 января — После арестов. Арестованным во время беспорядков 1988 года были вынесены приговоры от трёх лет до смертной казни(с отсрочкой исполнения).
- 28 января  — Смерть Панчен-ламы Тибета, второго представителя власти после Далай-ламы. Китайское правительство взяло на себя инициативу в поиске его преемника (реинкарнации). Тибетцы обвинили китайские власти в убийстве и были обеспокоены беспрецедентным вмешательством в многовековую традицию автономии[источник не указан 2905 дней].
- 6 Февраля — Беспорядки накануне Монлама и тибетского Нового года (Лосар). Китайские власти отменили празднование Монлам Ченмо, которое предшествовало Новому году. Лосар состоялся 7 февраля 1989 года.
- 5 марта  — Религиозное событие закончилось резнёй. Официальные источники сообщили об одиннадцати погибших и ста раненых. Поводом убийств, согласно китайским источникам, было забрасывание камнями китайского полицейского; тибетские источники утверждают, что китайская полиция применила силу для подавления проведения мероприятия[источник не указан 2905 дней].
- 6 марта  — Беспорядки распространились до центра Лхасы. Китайские магазины были разрушены, и в результате было объявлено чрезвычайное положение. Китайские власти воспользовались этим для усиления своих полномочий[источник не указан 2905 дней].
- 7 марта  — Все иностранцы, в том числе журналисты, были эвакуированы. Это означало конец предоставления информации о массовых беспорядках для всего мира. Согласно официальным источникам в течение двух дней погибли пять человек. Однако Тан Дасянь, бывший китайский журналист, находившийся в Лхасе в течение этого периода, утверждает, что согласно документу, который он видел в Бюро общественной безопасности, 387 гражданских лиц и 82 религиозных служителя были убиты, 721 человек получили ранения[7].
- 15 апреля — бывший Генеральный секретарь Китая (до 1987 года) Ху Яобан умер. Ху был сторонником вывода китайской армии из Тибета[источник не указан 2905 дней], и его смерть вызвала студенческие акции протеста в Пекине. Протест на площади Тяньаньмэнь несколько месяцев спустя 4 июня 1989 года был подавлен.